# (2671) Abkhazie
(2671) Abkhazie (nom international (2671) Abkhazia) est un astéroïde de la ceinture principale.

## Description
(2671) Abkhazie est un astéroïde de la ceinture principale. Il fut découvert le 21 août 1977 à Naoutchnyï par Nikolaï Tchernykh. Il présente une orbite caractérisée par un demi-grand axe de 2,61 UA, une excentricité de 0,12 et une inclinaison de 1,5° par rapport à l'écliptique.

## Compléments